# Wandbrunnen Konviktstraße (Freiburg im Breisgau)

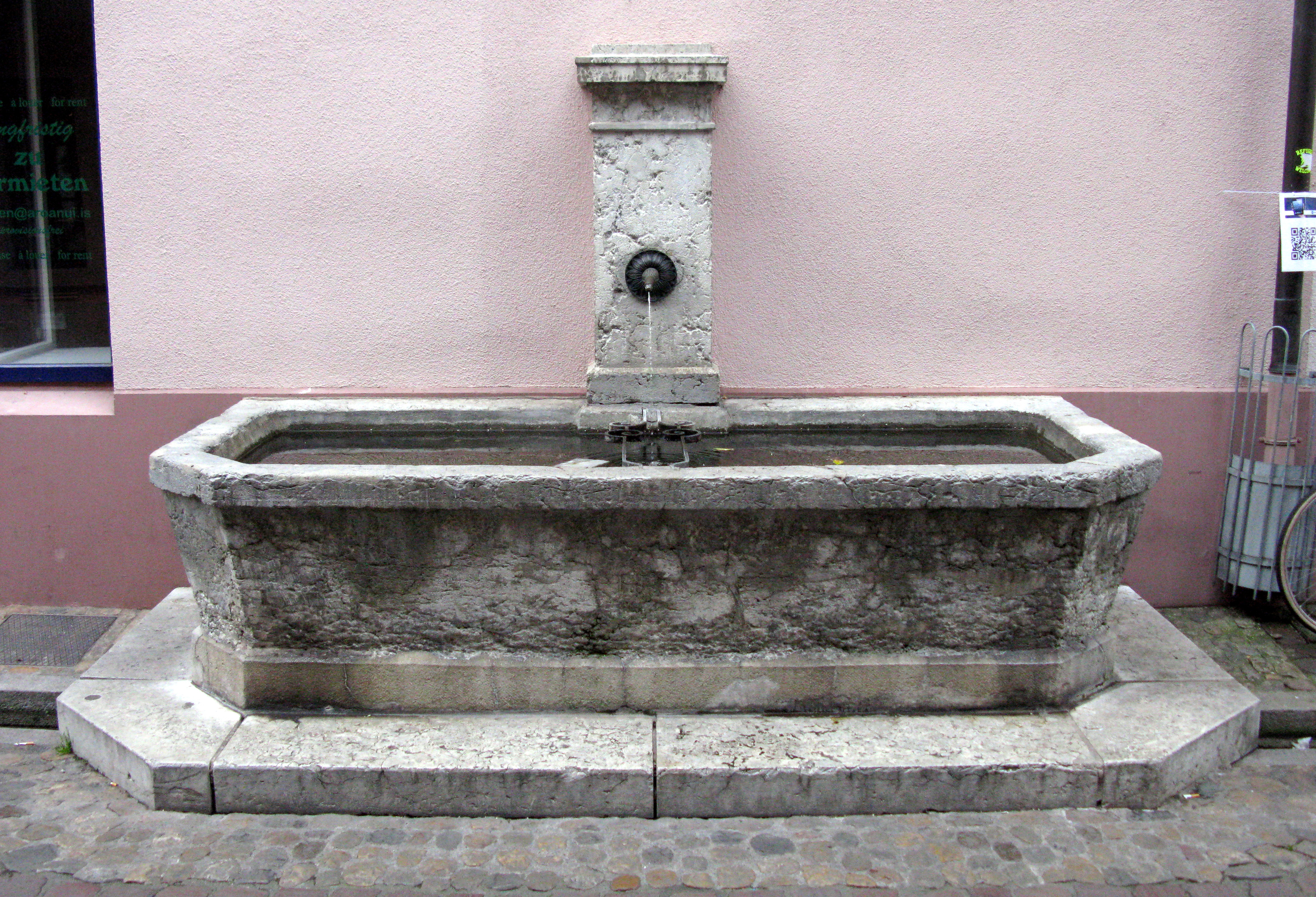
Wandbrunnen Konviktstraße

Der Wandbrunnen in der Konviktstraße ist ein 1863 errichteter, 1984 neu aufgestellter Kalksteinbrunnen, der auf einem Steinsockel über dem Freiburger Bächle steht.

## Geschichte
1863 (diese Jahreszahl ist auch auf dem Trog zu erkennen) wurde der Brunnen an dieser Stelle errichtet, nach dem der Vorgänger beschädigt war.
Der Vorgänger-Brunnen, der nach dem Namen eines alten Gewannes in der Straße „Hintere Wolfshöhle“ (seit 1854 heißt die Straße Konviktstraße) an gleicher Stelle stand, wurde nach dem Dreißigjährigen Krieg an die neue Wasserleitung zur Neuburg-Vorstadt angeschlossen. Nach der Sanierung der Konviktstraße wurde der Brunnen, restauriert, wieder aufgestellt.

## Ausführung
Die Ecken des schlichten, rechteckigen Brunnentroges sind abgeschrägt, an Sockel und oberem Rand verfügt er über einen Wulst. Der quadratisch ausgeführte Brunnenstock ist an die Wand gelehnt und hat eine Röhre. Auf einer Tafel sind Spender erwähnt, die die Restaurierung unterstützt haben.

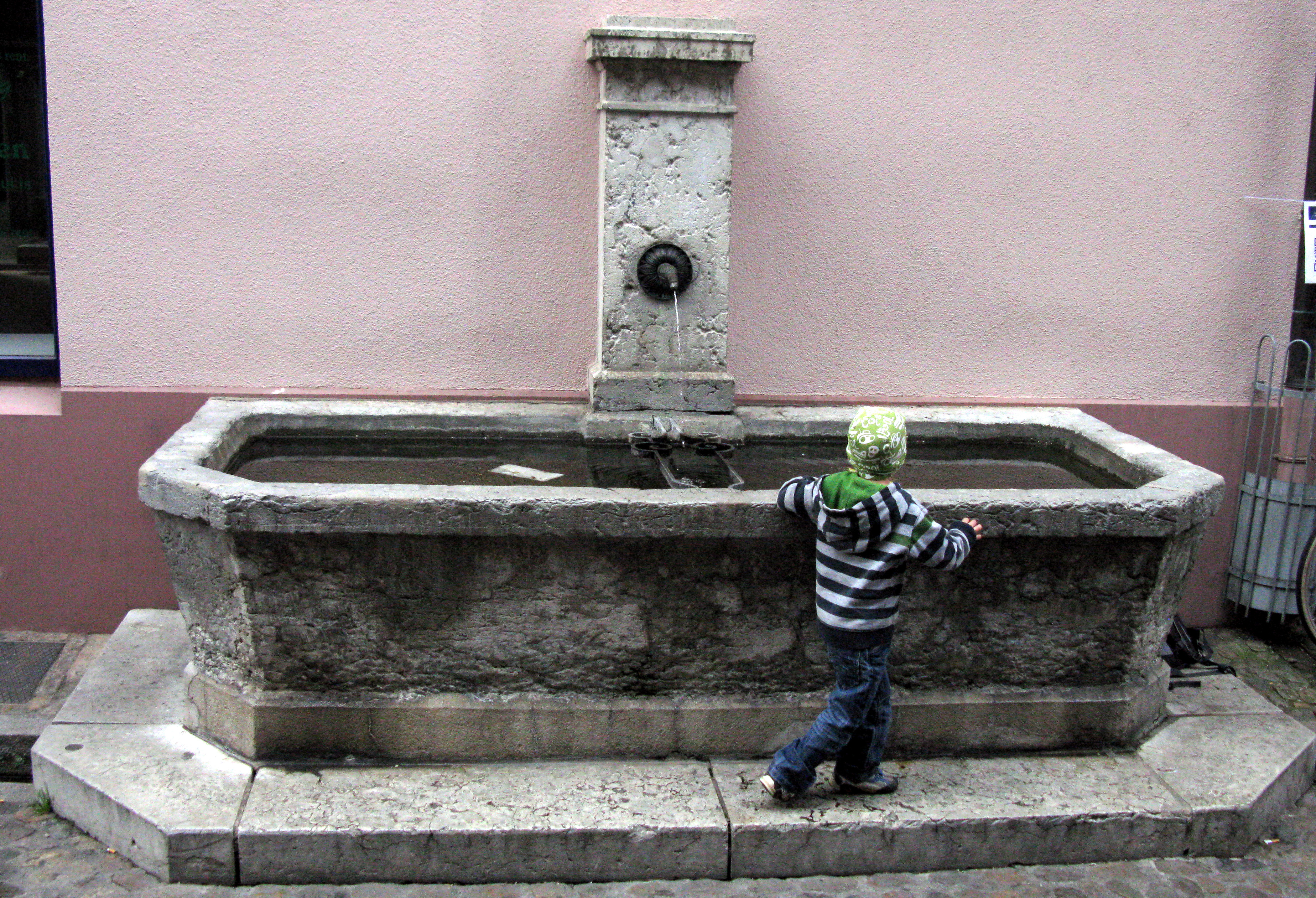
Wandbrunnen Konviktstraße
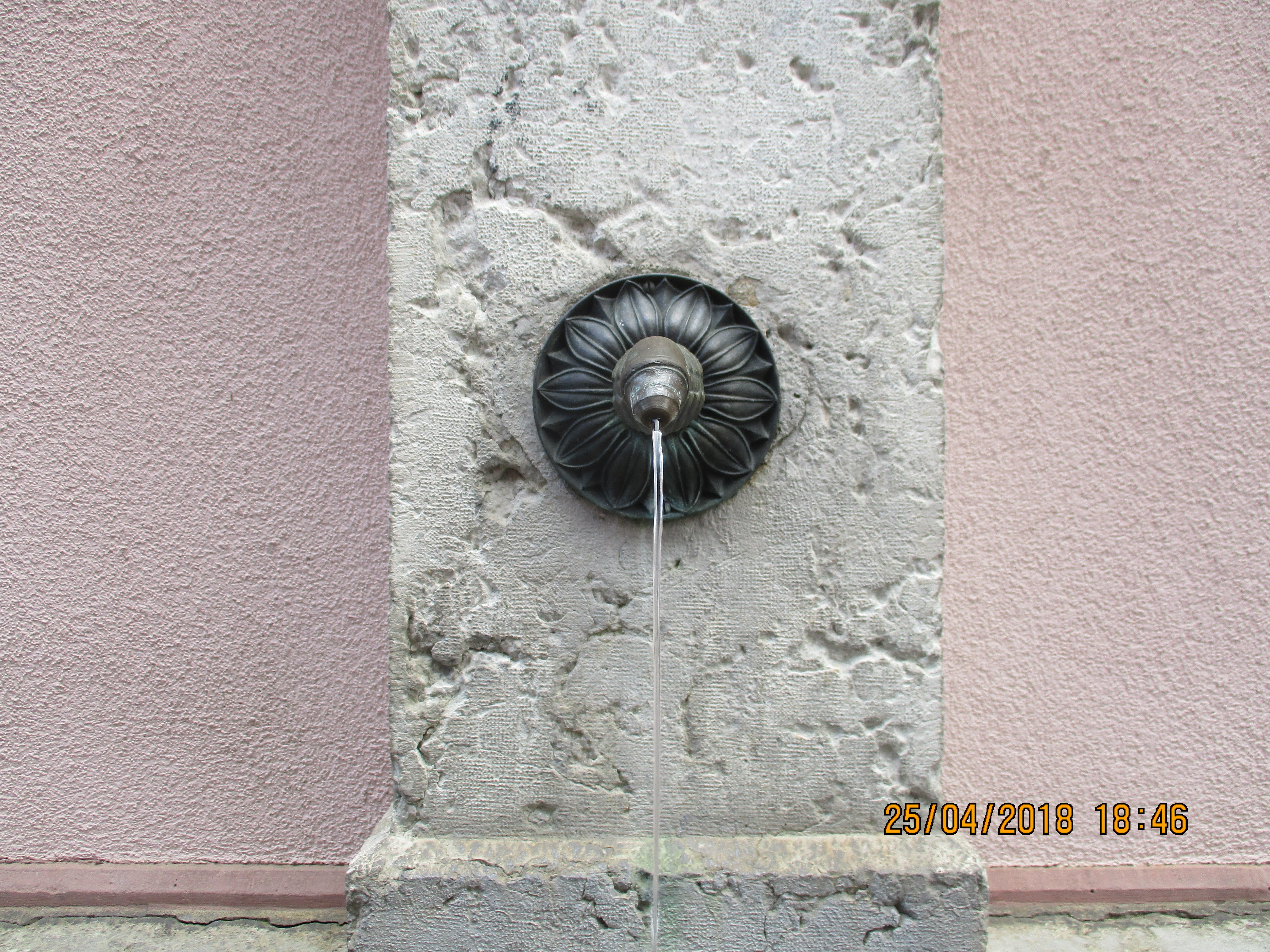
Wasserauslauf